# Works Volume 1
Works Volume 1 — пятый студийный (двойной) альбом английской рок-группы Emerson, Lake & Palmer, вышедший в марте 1977 года на лейбле Atlantic Records.
Альбом занял девятое место в UK Albums Chart и двенадцатое в Billboard Top LPs & Tape и стал золотым и в Великобритании, и в США. Композиция «Fanfare for the Common Man», представляющая собой адаптацию одноимённого произведения американского композитора Аарона Копленда 1942 года, была выпущена в виде сингла, который занял #2 в UK Singles Chart и стал синглом группы c самым высоким рейтингом в Великобритании.

## Об альбоме
Вскоре после выпуска своего четвёртого альбома Brain Salad Surgery (ноябрь 1973) группа отправилась в длительное мировое турне под названием Someone Get Me a Ladder, в результате которого был выпущен тройной концертный альбом Welcome Back My Friends to the Show That Never Ends... (август 1974). В то время группа была на пике своей популярности, и оба альбома имели большой успех. После выхода концертного альбома участники группы группы решили сделать перерыв. Эмерсон сказал, что на этом этапе их карьеры музыкальное направление группы было «полностью выдоено», и он хотел потратить время на планирование их следующего шага.
В 1976 году все трое решили начать работу над новым студийным альбомом. Запись разных композиций происходила в разных студиях:
De Lane Lea Studios (Лондон), Mountain Studios (Монтрё), Pathé-Marconi EMI Studios (Париж). Выбор студий в других странах объясняется стремлением избежать высоких британских налогов. Для этого участники группы временно поселились в Монтрё (Швейцария), где была расположена Mountain Studios. Участники группы в воспринимали Монтрё как очень скучное место, но высоко оценили возможности студии и качество оборудования.
Созданный альбом состоит из четырёх частей. Первая сторона представляет фортепианный концерт № 1 Кита Эмерсона, трёхчастное произведение для фортепиано с оркестром. Эмерсон играет на рояле Steinway с Лондонским филармоническим оркестром под управлением Джона Майера, который также участвовал в оркестровых аранжировках. Вторая сторона состоит из акустических баллад, написанных Лейком и Питером Синфилдом. Третья сторона содержит произведения, написанный Карлом Палмером, она включает ремейк композиции «Tank» из дебютного альбома группы, с оркестровым сопровождением и без барабанного соло. В исполнении «LA Nights» участвует гитарист Джо Уолш.
На четвёртой стороне представлены две композиции в групповом исполнении. Первая из них — адаптация оркестрового произведения «Fanfare for the Common Man» американского композитора Аарона Копленда (1942).

## Список композиций
| №  | Название | Автор(ы)    | Длительность |
| -- | --- | ----------- | ------------ |
| 1. | «Piano Concerto No. 1 - "First Movement: Allegro giojoso" - "Second Movement: Andante molto cantabile" - "Third Movement: Toccata con fuoco» | Кит Эмерсон | 18:18        |

| №  | Название                       | Автор(ы)                 | Длительность |
| -- | ------------------------------ | ------------------------ | ------------ |
| 1. | «Lend Your Love to Me Tonight» | Грег Лейк, Питер Синфилд | 4:01         |
| 2. | «C’est la Vie»                 | Грег Лейк, Питер Синфилд | 4:16         |
| 3. | «Hallowed Be Thy Name»         | Грег Лейк, Питер Синфилд | 4:35         |
| 4. | «Nobody Loves You Like I Do»   | Грег Лейк, Питер Синфилд | 3:56         |
| 5. | «Closer to Believing»          | Грег Лейк, Питер Синфилд | 5:33         |

| №  | Название                                      | Автор(ы)                                                           | Длительность |
| -- | --------------------------------------------- | ------------------------------------------------------------------ | ------------ |
| 1. | «The Enemy God Dances with the Black Spirits» | Сергей Прокофьев, аранжировка: Кит Эмерсон, Грег Лейк, Карл Палмер | 3:20         |
| 2. | «L.A. Nights»                                 | Карл Палмер                                                        | 5:42         |
| 3. | «New Orleans»                                 | Карл Палмер                                                        | 2:45         |
| 4. | «Two Part Invention in D Minor»               | Иоганн Себастьян Бах, аранжировка: Карл Палмер                     | 1:54         |
| 5. | «Food for Your Soul»                          | Карл Палмер, Гарри Саут                                            | 3:57         |
| 6. | «Tank»                                        | Кит Эмерсон, Карл Палмер                                           | 5:08         |

| №  | Название                     | Автор(ы)                                                        | Длительность |
| -- | ---------------------------- | --------------------------------------------------------------- | ------------ |
| 1. | «Fanfare for the Common Man» | Аарон Копленд, аранжировка: Кит Эмерсон, Грег Лейк, Карл Палмер | 9:40         |
| 2. | «Pirates»                    | Кит Эмерсон, Грег Лейк, Питер Синфилд                           | 13:18        |

| №  | Название                                                                         | Автор(ы)                         | Длительность |
| -- | -------------------------------------------------------------------------------- | -------------------------------- | ------------ |
| 1. | «Tank (Live in Indiana, 24 January 1978)»                                        |                                  | 9:49         |
| 2. | «The Enemy God Dances with the Black Spirits (Live in Indiana, 24 January 1978)» |                                  | 3:13         |
| 3. | «Nut Rocker (Live in Indiana, 24 January 1978)»                                  | Пётр Ильич Чайковский, Ким Фоули | 4:18         |

## Участники записи
- Кит Эмерсон — клавишные, вокал
- Грег Лейк — вокал, бас-гитара, гитары
- Карл Палмер — ударные, перкуссия

Дополнительные участникиː
- Лондонский филармонический оркестр
- Джон Майер — дирижер
- Джо Уолш — гитары и скат-вокал на «LA Nights»
- Питер Синфилд — слова
- Годфри Салмон — дирижер оркестра и хора на второй стороне и на «Pirates»
- Orchestre de l’Opéra national de Paris — в исполнении «Pirates»

## Позиции в хит-парадах и сертификации
Еженедельные чарты:
| Год  | Чарт                                          | Высшая позиция | Пребывание |
| ---- | --------------------------------------------- | -------------- | ---------- |
| 1977 | Австралия (Kent Music Report)                 | 6              | нет данных |
| 1977 | Австрия (Ö3 Austria)                          | 11             | 8 недель   |
| 1977 | Великобритания (UK Albums Chart)              | 9              | 25 недель  |
| 1977 | Италия (Musica e dischi)                      | 5              | 21 неделя  |
| 1977 | Канада (RPM Albums Chart)                     | 17             | 28 недель  |
| 1977 | Нидерланды (Album Top 100)                    | 17             | 3 недели   |
| 1977 | Норвегия (VG-lista)                           | 11             | 9 недель   |
| 1977 | США (Billboard 200)                           | 12             | 26 недель  |
| 1977 | ФРГ (Offizielle Top 100)                      | 10             | 7 недель   |
| 1977 | Япония (Oricon)                               | 13             | нет данных |
|      |                                               |                |            |
| 2017 | Великобритания (UK Rock & Metal Albums Chart) | 1              | 18 недель  |

| Чарт (1977)                   | Позиция |
| ----------------------------- | ------- |
| Австралия (Kent Music Report) | 16      |
| Великобритания (Gallup Poll)  | 44      |
| Канада (RPM Year-End)         | 100     |

| Регион                                                      | Сертификация | Продажи  |
| ----------------------------------------------------------- | ------------ | -------- |
| Великобритания (BPI)                                        | Золотой      | 100 000^ |
| Канада (Music Canada)                                       | Золотой      | 50 000^  |
| США (RIAA)                                                  | Золотой      | 500 000^ |
| ^ Данные о тиражах приведены только на основе сертификации. |              |          |